# Tinospora uviforme
Tinospora uviforme là một loài thực vật có hoa trong họ Biển bức cát. Loài này được (Baill.) Troupin miêu tả khoa học đầu tiên.